# Tharparkar (Zebu)

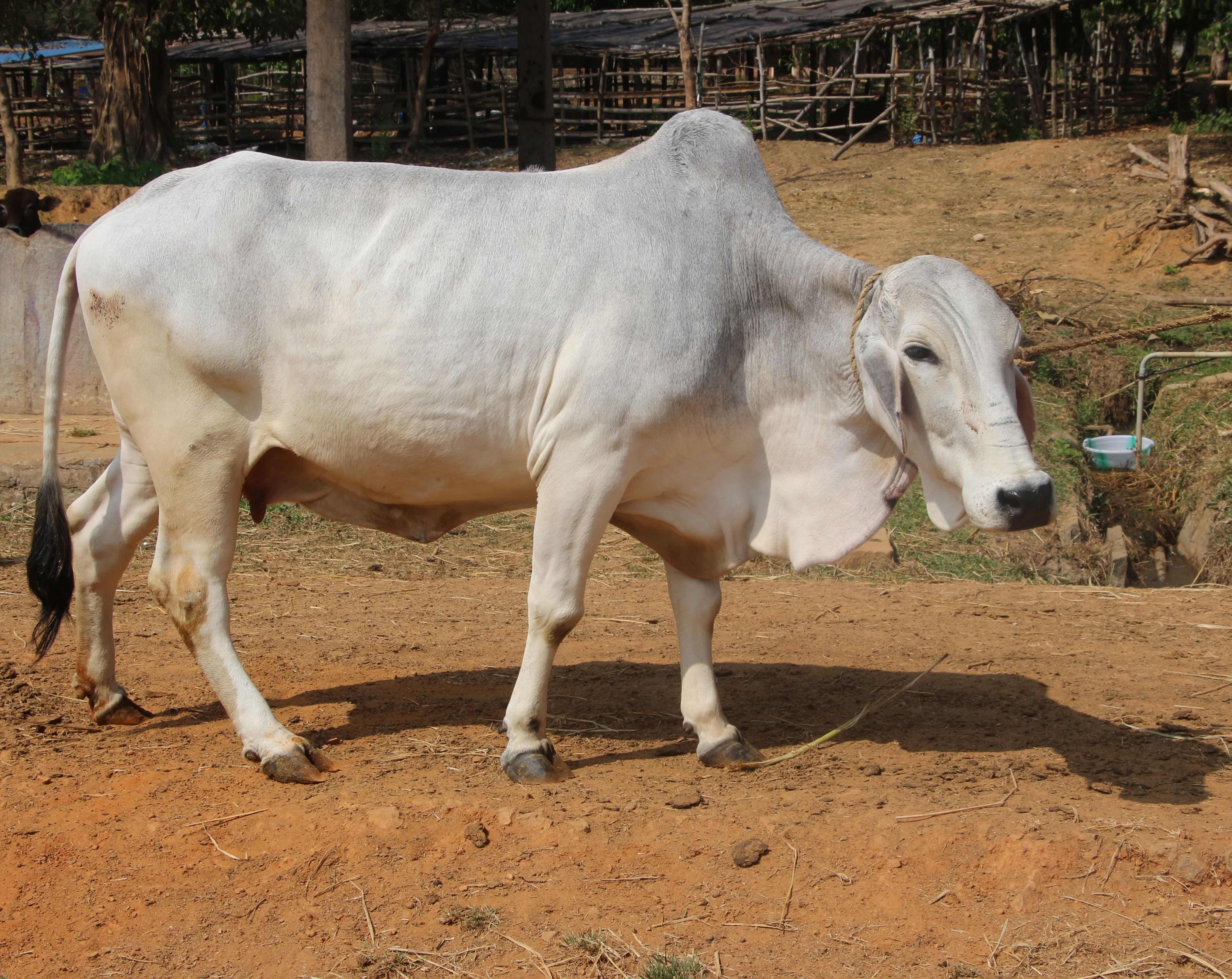
Tharparkar-Kuh

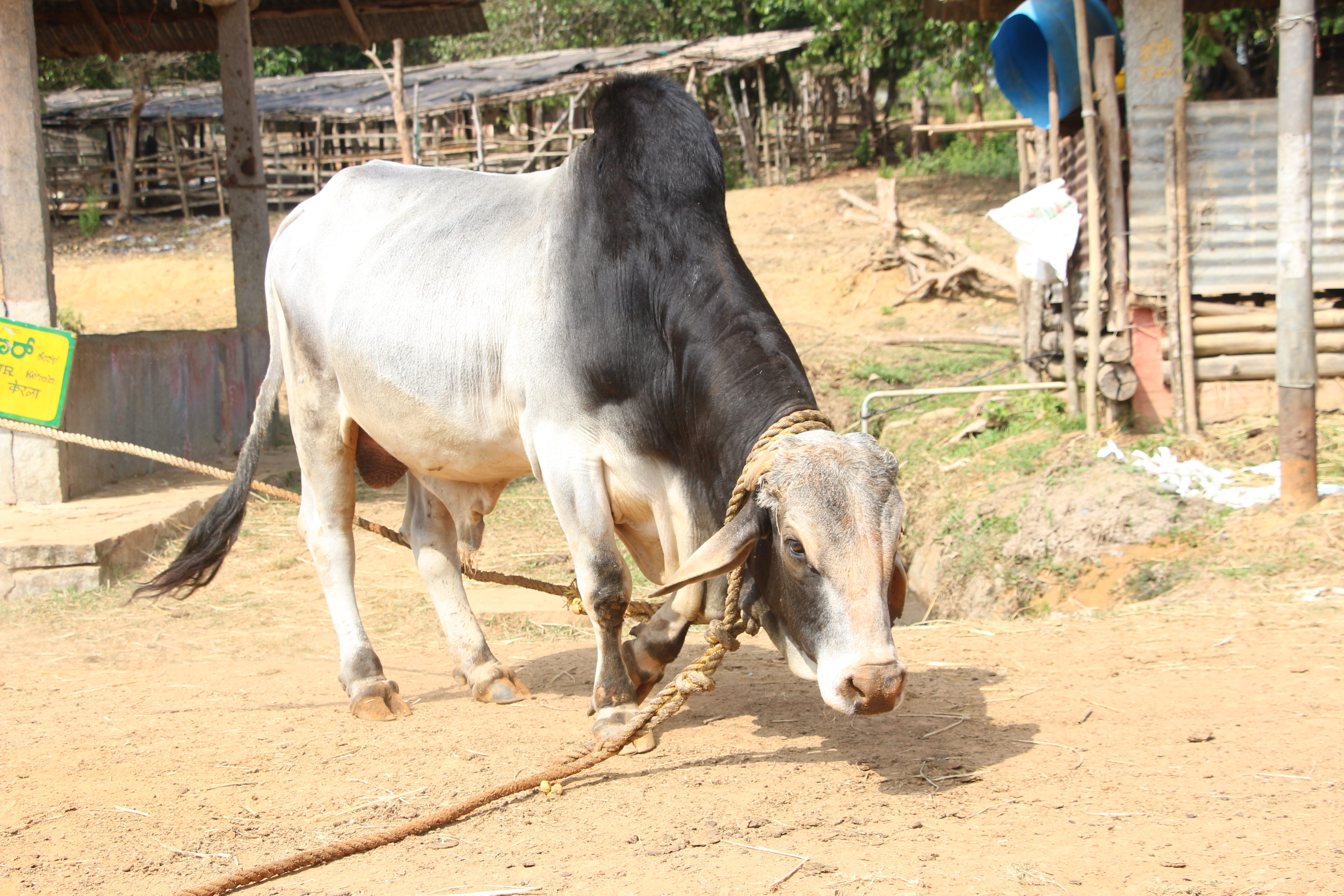
Tharparkar-Bulle

Tharparkar (Sindhi ٿرپارڪر, Urdu تھرپارکر) ist eine Zebu-Rasse aus dem Distrikt Tharparkar in der Provinz Sindh in Pakistan.

## Ursprung
Tharparkar ist eine Zebu-Rasse, die für die Milchproduktion und als Zugtier eingesetzt wird. Er gehört zu den Zeburassen, die lyraförmige Hörner besitzen. Der Tharparkar wurde im Ersten Weltkrieg weltweit bekannt, als einige Tiere als Milchlieferanten für die Armeelager im Nahen Osten dienten. Da wurde ihre Fähigkeit, unter widrigen Fütterungs- und Umweltbedingungen Milch zu produzieren, offensichtlich. Seit damals wurden viele Zuchtherden in Indien und Pakistan etabliert. In ariden Gegenden liegt ihre Milchproduktion bei nahezu 1.135 kg pro Laktation, während die Kühe in den Dörfern sogar 1.980 kg produzieren.
In Indien und den umliegenden Regionen sind diese Rinder als „Tharparkar“ bekannt, da sie aus diesem Distrikt in der Provinz Sindh in Pakistan kommen. In seiner Heimat wird der Tharparkar allerdings „Thar-Rind“ nach der Wüste Thar genannt. Manche nennen ihn auch „Kutch-Rind“ nach dem ehemaligen Fürstenstaat Kutch in Indien, der südlich an Tharparkar grenzt. Außerdem wurde er früher wegen seiner Größenähnlichkeit mit dem Roten Sindh-Rind auch Weißes Sindh-Rind oder Graues Sindh-Rind genannt, da beide aus Sindh stammen: dieser Name wird jedoch nicht mehr verwendet. Das Thar-Rind ist keine homogene Rasse, da es durch Rassen wie Kankrej, Red Sindhi, Gir und Nagori beeinflusst wird.
Wie man immer wieder beobachten kann, wird das typische Thar-Rind in den benachbarten Gegenden von Umarkot, Naukot, Dhoro Naro, Chhor, Mithi, Islamkot und Khari Ghulam Shah gehalten. Man findet sie auch in den angrenzenden indischen Distrikte Jodhpur, Jaisalmer und Kachchh.
Tharparkars werden normalerweise von professionellen Züchtern, den Maldars, in Herden von 50 bis 300 Tieren gehalten. Sie benötigen den täglichen Kontakt zu Menschen, da sie sonst scheu und wild werden. Tharparkar-Kühe werden durchschnittlich 138 cm hoch und wiegen 408 kg.

## Merkmale
Die durchschnittlichen Tharparkars sind tief gebaut, kräftig, mittelgroß, mit gutem Fundament und Klauen. Sie sind flink und lebhaft. Hat man selten Kontakt zu ihnen, werden sie wild und bösartig.
Die übliche Färbung der Tiere ist weiß oder grau. Bei Stieren wird das Grau vor allem vorne und hinten dunkler. Nur die Rückenlinie ist heller grau. Während der Wintermonate und auch während der Trächtigkeit der Kühe verdunkelt sich das Fell. In der Gegend der Wüste Thar gibt es zusätzlich auch noch schwarze und rote Tiere, weil die Rasse unter dem Einfluss der Roten Sindh-Rinder und der Gir-Rinder steht.
Der Kopf ist mittelgroß, die Stirn breit und entweder über den Augen flach oder konvex; Hörnervorderseite und Stirn sind quasi in einer Ebene. Die Haut zwischen den Augen ist oft faltig, wobei die Falten senkrecht verlaufen. Die Augen sind voll und hell. Die Wimpern sind schwarz und auf den Lidern ist ein dünner schwarzer Ring.
Die Ohren sind ziemlich lang, breit, halb-pendelnd und nach vorne gerichtet. Wenig behaarte Haut ragt über die Hornbasis. Die Hörner der Stiere sind dicker, kürzer und gerader als die der Kühe.
Der Höcker ist bei den Stieren mäßig gut entwickelt, stark und vor dem Widerrist platziert. Der Triel ist von mittlerer Größe und die Haut ist fein und weich. Die Vorhaut der Bullen ist mäßig lang und halb-pendelnd. Die Nabelfalte der Kühe ist hervorstehend. Die Größe ist sehr variabel. Die Schultern sind hell und die Beine relativ kurz, aber in guter Proportion zum Körper. Die Klauen sind hart und schwarz, mäßig groß und haben keine Tendenz, sich aufzudrehen.
Das Haar ist fein, kurz und gerade; bei den Stieren kräuseln sich die Haare an der Stirn.
Thar-Rinder gelten als resistent gegen Tropenkrankheiten; es gibt hierzu keine wissenschaftlich fundierten Daten. Obwohl sie exzellente Futterverwerter sind und härteste klimatische Bedingungen ertragen, wurden sie nie als Fleischlieferant gezüchtet und die Züchter haben auch nie besonders auf die Fleischqualität geachtet.